# Comuna Voșlăbeni, Harghita
Voșlăbeni (în maghiară: Vasláb) este o comună în județul Harghita, Transilvania, România, formată din satele Izvoru Mureșului și Voșlăbeni (reședința).

## Demografie
Componența etnică a comunei Voșlăbeni
     Români (54,38%)
     Maghiari (37,41%)
     Romi (1,98%)
     Alte etnii (0,17%)
     Necunoscută (6,06%)
Componența confesională a comunei Voșlăbeni
     Ortodocși (51,46%)
     Romano-catolici (36,75%)
     Baptiști (3,25%)
     Alte religii (2,04%)
     Necunoscută (6,5%)
Conform recensământului efectuat în 2021, populația comunei Voșlăbeni se ridică la 1.815 locuitori, în scădere față de recensământul anterior din 2011, când fuseseră înregistrați 1.929 de locuitori. Majoritatea locuitorilor sunt români (54,38%), cu minorități de maghiari (37,41%) și romi (1,98%), iar pentru 6,06% nu se cunoaște apartenența etnică. Din punct de vedere confesional, majoritatea locuitorilor sunt ortodocși (51,46%), cu minorități de romano-catolici (36,75%) și baptiști (3,25%), iar pentru 6,5% nu se cunoaște apartenența confesională.

## Politică și administrație
Comuna Voșlăbeni este administrată de un primar și un consiliu local compus din 11 consilieri. Primarul, Alexandru Vaidoș[*], de la Partidul Social Democrat, este în funcție din 1 noiembrie 2024. Începând cu alegerile locale din 2024, consiliul local are următoarea componență pe partide politice:
|  | Partid                                 | Consilieri | Componența Consiliului | Componența Consiliului | Componența Consiliului | Componența Consiliului |
|  | -------------------------------------- | ---------- | ---------------------- | ---------------------- | ---------------------- | ---------------------- |
|  | Uniunea Democrată Maghiară din România | 4          |                        |                        |                        |                        |
|  | Partidul Social Democrat               | 4          |                        |                        |                        |                        |
|  | Partidul Național Liberal              | 1          |                        |                        |                        |                        |
|  | Alianța pentru Unirea Românilor        | 1          |                        |                        |                        |                        |
|  | Alianța Maghiară din Transilvania      | 1          |                        |                        |                        |                        |

## Vezi și
- Biserica Sfinții Arhangheli din Voșlăbeni
- Depresiunea și Munții Giurgeului (arie de protecție specială avifaunistică)
- Mlaștina după Luncă (sit de importanță comunitară)